# Thanatophilus ferrugatus
Thanatophilus ferrugatus es una especie de escarabajo carroñero del género Thanatophilus, categorizada en la tribu Silphini, de la subfamilia Silphinae. Fue descrita por Solsky en 1874.

## Distribución
Se distribuye por Europa: Rusia y Asia: Turkmenistán y Uzbekistán.